# Saidou Idrissa
Saidou Idrissa (ur. 24 grudnia 1985 w Niamey) – nigerski piłkarz grający na pozycji napastnika.

## Kariera klubowa
Karierę piłkarską Idrissa rozpoczął w klubie AS FNIS. W jego barwach zadebiutował w sezonie 2002/2003 w pierwszej lidze nigerskiej. W sezonie 2004/2005 grał w burkińskim Rail Club du Kadiogo. W 2005 wrócił do AS FNIS. W 2006 roku wywalczył z AS FNIS mistrzostwo Nigru, a w sezonie 2006/2007 zdobył Puchar Nigru.
Na początku 2007 roku Idrissa przeszedł z AS FNIS do burkińskiego klubu Étoile Filante ze stolicy kraju Wagadugu. W sezonie 2007 wywalczył z nim wicemistrzostwo kraju. Wiosną 2008 był piłkarzem belgijskiego KAA Gent, ale nie rozegrał żadnego spotkania w pierwszej lidze belgijskiej.
Latem 2008 Idrissa wrócił do Étoile Filante i w sezonie 2008/2009 został z nim wicemistrzem kraju. W sezonie 2009/2010 ponownie grał w Rail Club du Kadiogo. W latach 2010–2012 był zawodnikiem kameruńskiego Cotonsportu Garua. W sezonie 2010/2011 sięgnął z nim po dublet - mistrzostwo i Puchar Kamerunu, a w sezonie 2011/2012 został wicemistrzem kraju. W sezonie 2012/2013 był piłkarzem południowoafrykańskiego Chippa United FC. W latach 2013–2016 był graczem Sahel SC, z którym zdobył Puchar Nigru w sezonie 2013/2014 oraz został wicemistrzem tego kraju w sezonach 2014/2015 i 2015/2016. W latach 2016–2018 występował w AS SONIDEP. W sezonie 2017/2018, ostatnim w karierze, wywalczył mistrzostwo Nigru.

## Kariera reprezentacyjna
W reprezentacji Nigru Idrissa zadebiutował 11 października 2003 roku w przegranym 0:1 meczu eliminacji do MŚ 2006 z Algierią, rozegranym w Niamey. W 2012 roku został powołany do kadry na Puchar Narodów Afryki 2012. Od 2003 do 2013 wystąpił w kadrze narodowej 15 razy i strzelił 1 gola.